# Óscar Varona
Óscar Varona Varona (ur. 22 lipca 1949) – kubański koszykarz. Brązowy medalista olimpijski z Monachium.
Brał udział w dwóch igrzyskach (IO 72, IO 76). W 1972 Kubańczy zajęli trzecie, a w 1976 siódme miejsce. W 1971 był brązowym medalistą igrzysk panamerykańskich. Brał również udział w mistrzostwach świata w 1970 i 1974 (czwarte miejsce).